# 小行星3719
小行星3719（英語：3719 Karamzin）是一颗围绕太阳公转的小行星。1976年12月16日，柳德米拉·切爾尼赫在克里米亚发现了此天体。
这颗小行星的绝对星等为112.1287549801832等。